# Altica napensis
Altica napensis är en skalbaggsart som beskrevs av Blake 1936. Altica napensis ingår i släktet Altica och familjen bladbaggar. Inga underarter finns listade i Catalogue of Life.